# Mini Challenge

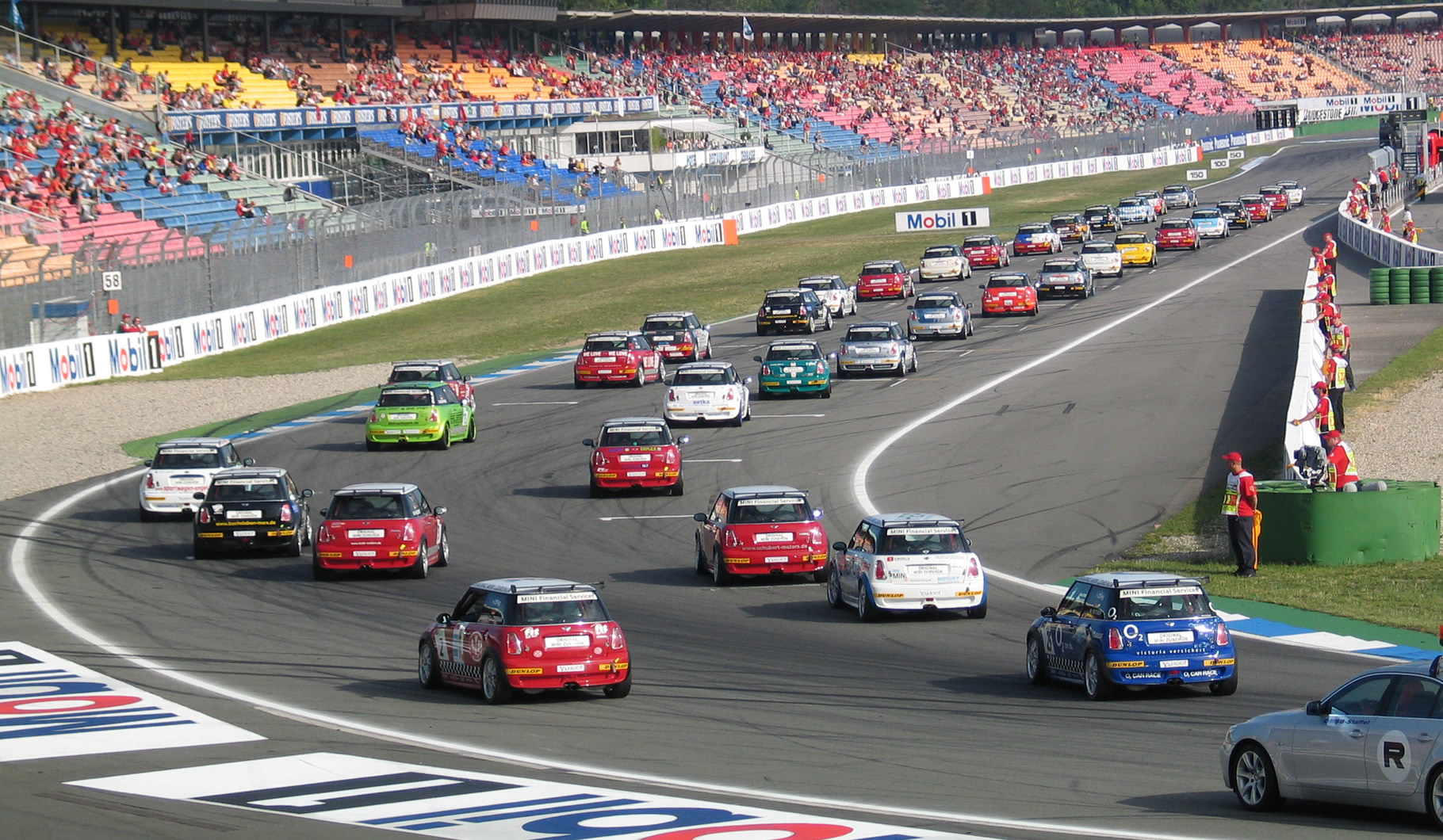
De Duitse Mini Challenge op de Hockenheimring.

De Mini Challenge is een tourwagen kampioenschap dat in verschillende landen wordt georganiseerd. Er zijn er in totaal 3 kampioenschappen in Europa en Oceanië. De klasse is bedacht in 2003 door het Mini Cooper automerk. Het eerste kampioenschap vond plaats in België, later volgden Duitsland (2004), Groot-Brittannië (in 2005) en Nieuw-Zeeland (in 2007). Coureurs uit deze klasse stromen vaak door naar grotere tourwagen kampioenschappen zoals de ADAC Procar (Duitsland), het BTCC (Groot-Brittannië) of de NZV8's (Nieuw-Zeeland). In Nederland en België wordt er ook een Mini Challenge op amateur niveau gereden. In Australië wordt een Mini Challenge voor 2009 gepland.

## De auto
Alle coureurs rijden in een gemodificeerde Mini Cooper S. Hij is getuned door de fabriekstuner van Mini: John Cooper Works. Daardoor heeft hij een vermogen van 210pk in plaats van de oorspronkelijke 110. Ook heeft de auto speciale gekoelde remmen en een gemodificeerd ABSsysteem. De auto's rijden op Dunlop race slicks. De auto voldoet aan de FIA WTCC-reglementen; een vereiste om aan dit kampioenschap te mogen deelnemen. De auto gaat van 0 tot 100 km/u in 3.1 seconden. Hij heeft een topsnelheid van 250 km/u.

## Kampioenen

### Mini Challenge Duitsland
| Jaar | Coureur               | Nationaliteit | Team                        |
| ---- | --------------------- | ------------- | --------------------------- |
| 2004 | Alexander Burgstaller | Duitsland     | MINI Niederlassungen Racing |
| 2005 | Steve Abold           | Duitsland     | ROMA Wiesmann               |
| 2006 | Thomas Jäger          | Duitsland     | Team ProSieben              |
| 2007 | Jocke Mangs           | Zweden        | Schubert Motors             |

### Mini Challenge Groot-Brittannië
| Jaar | Coureur          | Nationaliteit       | Team                 |
| ---- | ---------------- | ------------------- | -------------------- |
| 2005 | Freddy Nordström | Zweden              |                      |
| 2006 | Gareth Nixon     | Verenigd Koninkrijk |                      |
| 2007 | Jenny Ryan       | Ierland             | Mark Fish Motorsport |

### Mini Challenge Nieuw-Zeeland
| Jaar      | Coureur       | Nationaliteit | Team |
| --------- | ------------- | ------------- | ---- |
| 2006/2007 | Eddie Bell    | Nieuw-Zeeland |      |
| 2007/2008 | Brent Collins | Nieuw-Zeeland |      |